# ذو النون الشهاب
ذو النون يونس الشهاب (1340 - 1411 هـ / 1921 - 1990 م) هو أديب شاعر، من أهل الموصل.
تخرج من جامعة فؤاد الأول (جامعة القاهرة بعد ذلك) وتخرج فيها عام 1944 م وعاد إلى الموصل في نفس السنة. عمل في التدريس وكانت له كتابات في مجلات موصلية ومصرية عدة. انضم إلى جماعة «الندوة العمرية» التي أسسها إبراهيم الواعظ أواخر الأربعينيات من القرن الماضي.
من آثاره: قصيدة: يا ميّ - مجلة «جوهر» - العدد 3 - تشرين الثاني / نوفمبر 1945 م وله مسرحية شعرية عنوانها: «فراق حبيبين» نشرها في مجلته «الجزيرة» - العدد 16 ، كما كتب عددًا من القصص القصيرة في مجلات عدة، لا سيما «الجزيرة».